# أرتور رودريغيز
أرتور رودريغيز (بالإسبانية: Arturo Rodríguez)‏ (8 يناير 1990 - ) هو لاعب كرة قدم مكسيكي في مركز مهاجم ‏. لعب مع نادي أونيفرسيداد ناسيونال.

## وصلات خارجية
- أرتور رودريغيز على موقع قاعدة بيانات كرة القدم.إي يو (الإنجليزية)
- أرتور رودريغيز على موقع Soccerway.com (الإنجليزية)